# منطقه حفاظت‌شده آرک و کرنگ
منطقهٔ حفاظت‌شدهٔ آرک و کرنگ یک منطقهٔ حفاظت‌شده با مساحت ۲۴۳۹۱ هکتار است که در استان خراسان جنوبی در ایران قرار دارد. این منطقهٔ حفاظت‌شده طبق مصوبهٔ شمارهٔ ۶۹۳ در تاریخ ۱۳۸۵/۱/۱۹ در فهرست مناطق تحت حفاظت سازمان محیط زیست ایران قرار گرفت.